# Тайна кривых зеркал
«Тайна кривых зеркал» — второй студийный альбом питерской панк-рок группы «КняZz». Выпущен 12 октября 2012 года.

## Об альбоме
Первые две песни с будущего альбома — «Голос тёмной долины» и «Пьеро» были представлены слушателям ещё в июле 2012 года в составе интернет-сингла «Голос тёмной долины». На треке «Пивная песня» припев исполняется на немецком языке. Это стало первым опытом подобного характера в истории группы.
Запись альбома проходила в июле-сентябре 2012 года, релиз состоялся 12 октября на сервисе Яндекс.Музыка, за неделю до официального релиза альбома.
Оформление обложки, как и в большинстве случаев, было собственноручно нарисовано Андреем Князевым.
Презентация альбома в Санкт-Петербурге и Москве состоялись 20 и 27 октября соответственно.

## Список композиций
Слова и музыка всех песен — Андрей Князев.
| №   | Название               | Длительность |
| --- | ---------------------- | ------------ |
| 1.  | «Ангел и Демон»        | 3:26         |
| 2.  | «Социальная программа» | 4:56         |
| 3.  | «Мастер Кукол»         | 3:42         |
| 4.  | «Пепел города грёз»    | 4:17         |
| 5.  | «Дуэлянт»              | 3:44         |
| 6.  | «Тайна кривых зеркал»  | 3:31         |
| 7.  | «Пьеро»                | 3:52         |
| 8.  | «Пивная песня»         | 3:46         |
| 9.  | «Бандит»               | 3:57         |
| 10. | «Убежище» (feat. Lou)  | 4:40         |
| 11. | «Корсар»               | 4:03         |
| 12. | «Пиковая дама»         | 3:35         |
| 13. | «Голос тёмной долины»  | 4:17         |
| 14. | «Эпилог»               | 2:07         |

## Музыканты

### Группа «КняZz»
- Андрей Князев — вокал, музыка, тексты, акустическая гитара (1).
- Дмитрий Ришко — скрипка, гитара, клавишные, бэк-вокал.
- Владимир Стрелов — гитара.
- Димитрий Наскидашвили — бас-гитара.
- Станислав Макаров — труба.
- Павел Лохнин — ударные.

### Приглашённые музыканты
- Лусинэ Геворкян — вокал, бэк-вокал (10)